# 管起鳳
管起鳳（？—？），字瑞吾，錦州人，清朝政治人物。

## 生平
順治五年（1648年）任寧國府知府，任內清廉嚴肅，平易士紳，升河南按察司副使。